# Логуны (Гродненская область)
Логуны́ (бел. Лагуны) — деревня в Вензовецком сельсовете Дятловского района Гродненской области Республики Беларусь. По переписи населения 2009 года в Логунах проживало 7 человек. Площадь сельского населённого пункта составляет 14,89 га, протяжённость границ — 3,25 км.

## География
Логуны расположены в 5 км на юго-запад от Дятлово, 137 км от Гродно, 16,5 км от железнодорожной станции Новоельня.

## История
В 1624 году упоминаются в составе Вензовецкой волости во владении Сапег.
В 1897 году Логуны — деревня в Роготненской волости Слонимского уезда Гродненской губернии (6 домов, 39 жителей). В 1905 году — 50 жителей.
В 1921—1939 годах Логуны находились в составе межвоенной Польской Республики. В сентябре 1939 года Логуны вошли в состав БССР.
В 1996 году Логуны входили в состав колхоза «Красный Октябрь». В деревне насчитывалось 10 хозяйств, проживали 22 человека.